# Piz Duan
Piz Duan – szczyt w paśmie Oberhalbsteiner Alpen, w Alpach Retyckich. Leży we wschodniej Szwajcarii, w kantonie Gryzonia.
Piz Duan rozgranicza dwie doliny Duana (Val da la Duana) i Maroz (Val Maroz). Na północ od szczytu znajduje się mały lodowiec, który jednak szybko topnieje. Niżej w tym kierunku znajduje się jezioro „Lägh da la Duana” na wysokości 2466 m. W pobliżu leżą wioski Casaccia (1458 m) i Soglio (1090 m).